# Svarte mosse, Göteborg
Svarte mosse eller Svartemossen är en sjö i Biskopsgården på Hisingen i Göteborgs kommun i Västergötland och ingår i Göta älv-Bäveåns kustområde.

## Historia
Svarte mosse var tidigare ett sankmarksområde.
Efter att alltför många människor drunknat där genom åren, bestämdes att sankmarkerna skulle grävas ut för att skapa en sjö.
Man planterade även in fisk i samband med detta.
Nu är sjön åter igenvuxen, men fisk som gädda och karp finns fortfarande kvar.
På Väderlekstorget finns en bronstaty av tre lekande barn som drunknade i Svarte Mossen. Barnen lekte på en hemmagjord flotte och åkte ut på sjön när flotten började läcka, barnen blev rädda och drunknade. Statyn uppfördes 1957.

## Bilder

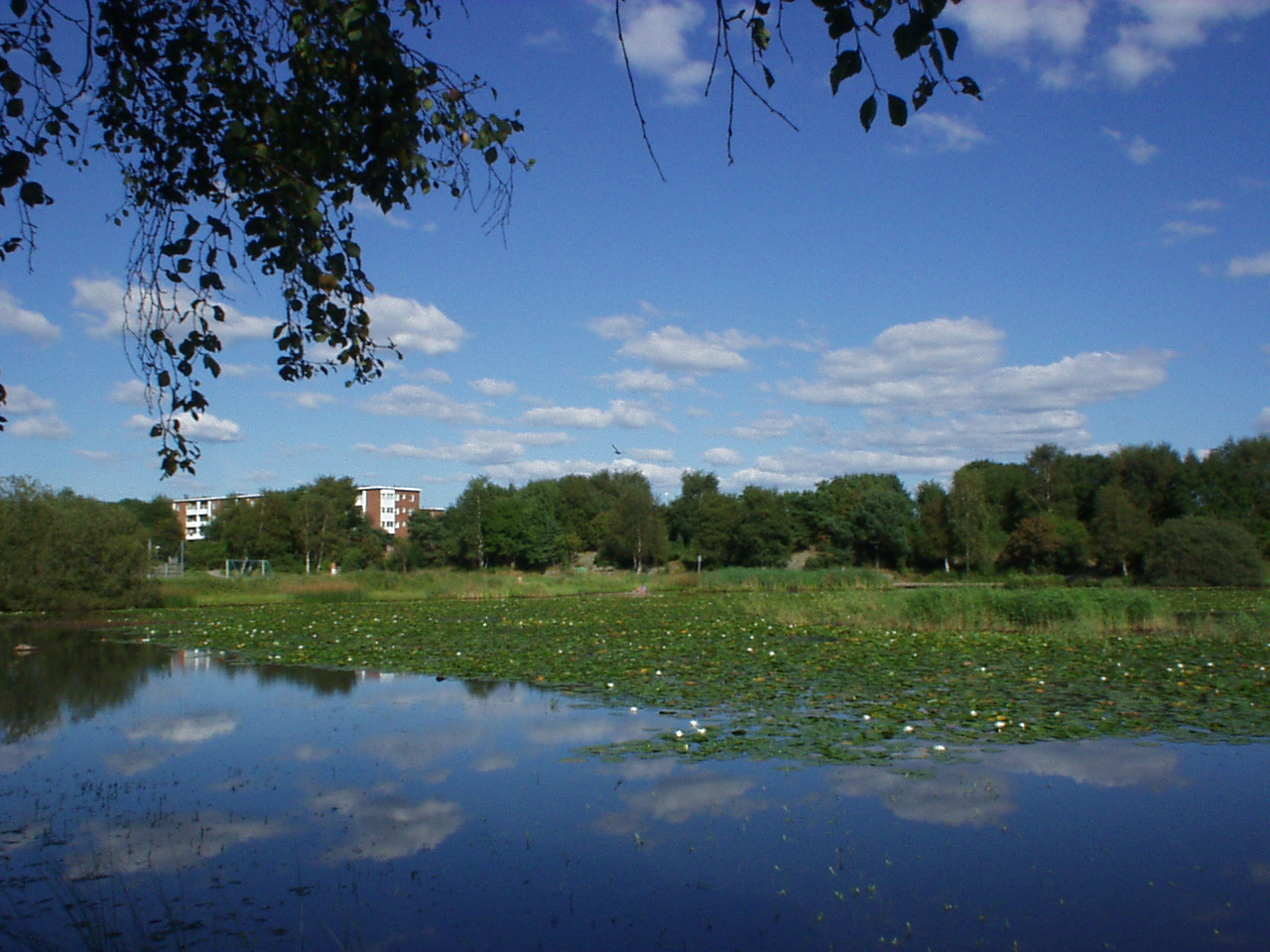
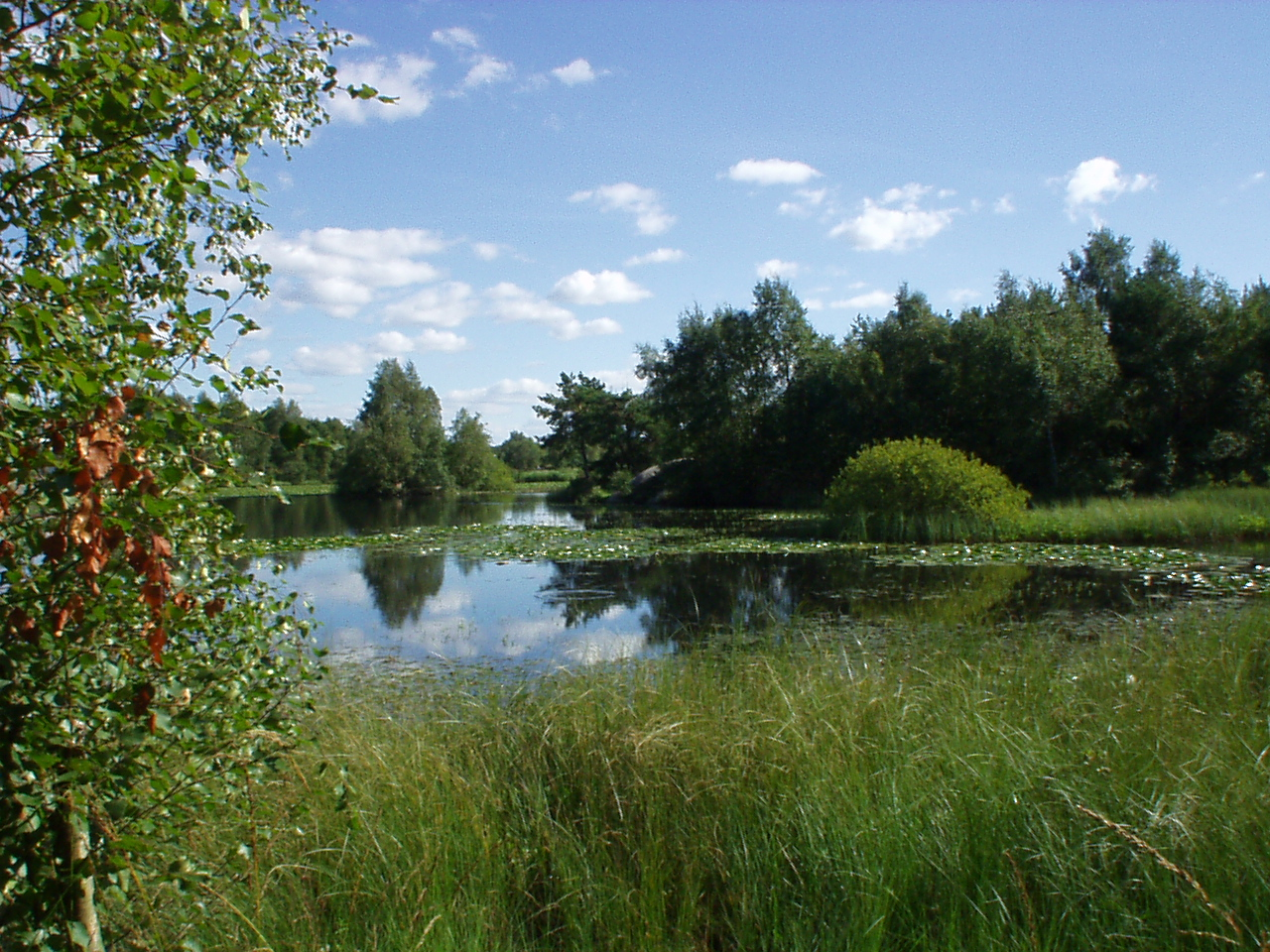